# Virabhadrásana II

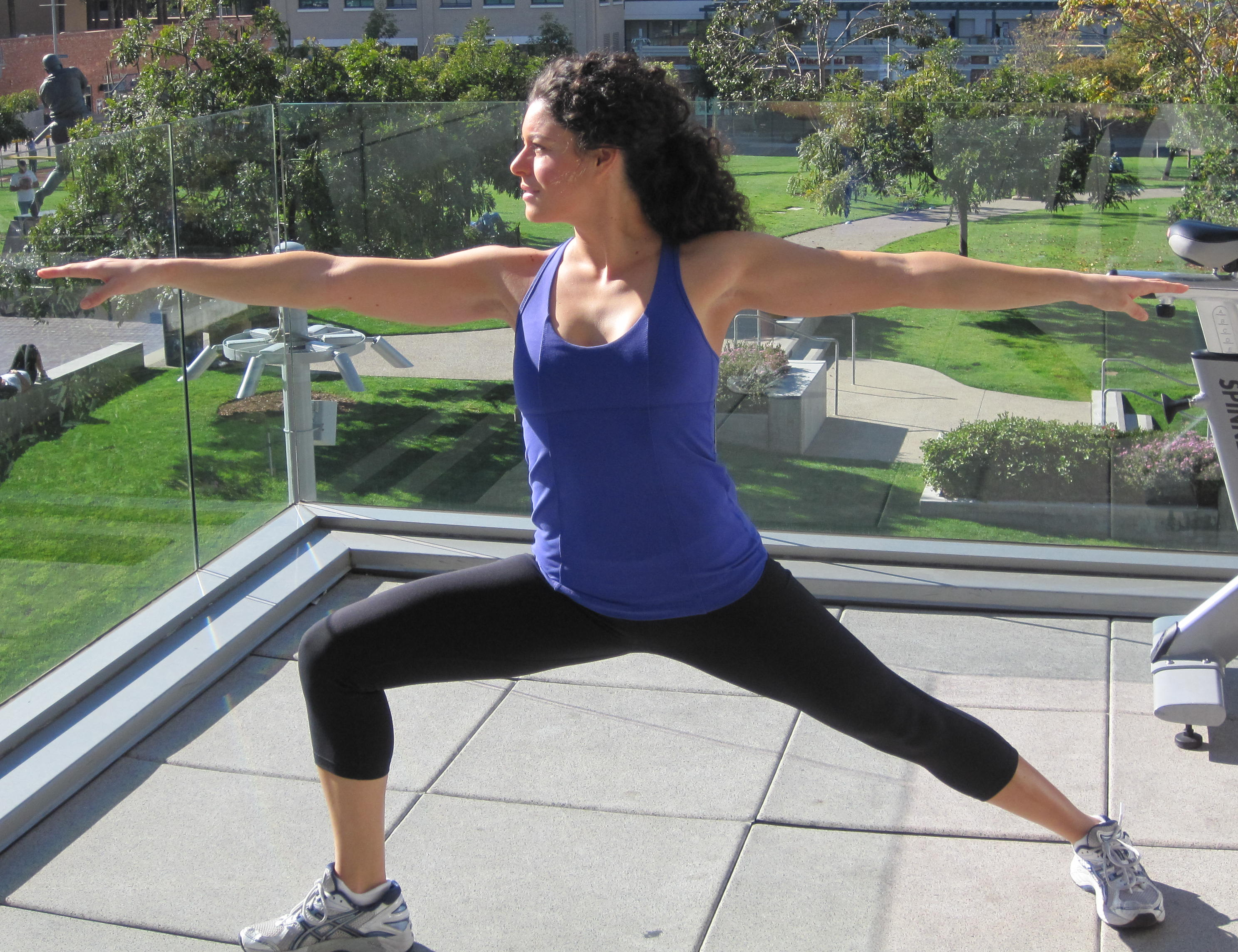
Vírabhadrásana II (Bojovník II)

Vírabhadrasána II  (वीरभद्रासन) neboli „bojovník 2“ je jednou z ásan. Jde o energetizující polohu, která naplňuje tělo silou[zdroj⁠?!] a současně druhá varianta bojovníka, kdy ruce jsou roztažené po obou stranách. Navazuje na polohu bojovníka I (Vírabhadrásana I).

## Etymologie
Název pochází ze sanskrtského vira – hrdina, bhadra – přítel asana – (आसन) posed/pozice.

## Popis
- vychází se z polohy hory (Tadásana).
- unožít pravou nohou 120–130 cm, upažít
- levé chodidlo vytočit ve směru pravé ruky dopředu, levá zadní noha pro oporu a správné otevření kyčlí kolmo na levé chodidlo
- vydechnout a pokrčit přední pravou nohu v koleni tak, aby stehno bylo vodorovně s podložkou, koleno přímo nad patou
- otevřít kyčle do stran, tělo je v jedné linii, rozpažené ruce nad roztaženýma nohama, paže jsou aktivní, Pohled směřuje na přední (levou) dlaň, trup je kolmo do podložky, neprohýbat se v zádech
- s nádechem se zpevnit v předním stehně, přejít do stoje, vytočit chodidla na druhou stranu a provést bojovníka i na druhou stranu